# Пол Бремер
Льюїс Пол Бремер III (англ. Lewis Paul Bremer III; нар. 30 вересня 1941, Гартфорд, штат Коннектикут, США) — американський дипломат, голова американської коаліційної адміністрації в Іраку в 2003–2004 роках.

## Освіта
Закінчив Єльський (1963, бакалавр) і Гарвардський (1966, магістр) університети, і Паризький інститут політичних наук.

## Кар'єра
З кінця 1960-х років на дипломатичній службі, працював в Афганістані, Малаві, Норвегії. У 1972–1976 роках працював у команді Генрі Кіссинджера. У 1983–1986 роках посол в Нідерландах. У 1986–1989 роках — посол з особливих доручень щодо боротьби з тероризмом. Вийшов у відставку з дипломатичної служби в 1989 році і став керуючим директором Kissinger Associates (міжнародної консалтингової компанії заснованою Генрі Кіссінджером).
У 2001 році очолив фірму Marsh & McLennan, що спеціалізується на наданні послуг з управління в кризових ситуаціях, таких як природні катаклізми, тероризм, заворушення, серед корпоративних службовців. Офіс фірми розташовувався в Центрі міжнародної торгівлі (Північна вежа). В інтерв'ю CNN після атак 11 вересня, Бремер заявив, що їх офіс був розташований «вище того місця, де скоїв терористичну атаку другий літак».
У 2003 році повернувся на державну службу. Бремер прибув до Іраку, як повноважний представник президента США в травні 2003 року, а 11 травня замінив генерал-лейтенанта Джея Гарнера як директора Управління з реконструкції та гуманітарної допомоги. У червні Управління було перетворено в Тимчасову коаліційну адміністрацію, і Бремер став главою виконавчої влади в країні.
14 грудня 2004 Бремер був нагороджений президентом США Джорджем Бушем Президентською медаллю Свободи, за «особливо гідний внесок у безпеку або національні інтереси США, мир у всьому світі, або культурні або інші важливі державні чи приватні починання».
Бремер зараз[коли?] є головою Консультативної ради корпорації GlobalSecure.
У листопаді 2010 року Бремер приєднався до Всесвітньої організації TEAM Sport (Арлінгтон, штат Вірджинія), як генеральний директор і президент.
Бремер є членом ради директорів Міжнародного республіканського інституту.